# 云烟
云烟，指产于中国云南地区的烟草，因云南烟草产量大及品质好而著称于世。在中国高档消费品市场上有“川酒云烟”的说法。
云南位于北纬20-30度之间，北回归线从境内穿过，气候湿润，云贵高原多山地、峡谷，并且有多条大江经流，特别适合烟草生长，云南因此成为知名烟叶主产区，占全国烟叶生产量的近三分之一。

## 主要品牌
经过多次企业重组，现云南卷烟工业有两大集团，均属于云南中烟工业公司。
- 红塔集团，主力品牌为红塔山、玉溪；其它品牌有红梅等。
- 红云红河集团，主力品牌为红河、云烟；其它品牌有红山茶、石林、小熊猫、福牌等。

## 对经济的贡献
烟草工业是云南最重要的经济部门，年利税超过660亿元，占云南省财政总收入的60%。2008年两大集团的销售收入分别达到511亿和475亿元人民币，也是云南省最大的两家公司。